# Team Scot Racing
Het team Scot Racing was een motorsportteam dat meedeed aan de motorraces van het wereldkampioenschap. Het team werd in 1992 opgericht door Cirano Mularoni en Giovanni Torri directeur van Scot Costruzioni, een Italiaanse bouwonderneming. Het hoofdkwartier van het team bevond zich in San Marino, terwijl de technische afdeling in Cesena, Italië gevestigd was. Het team reed sinds 1994 met Honda motorfietsen in alle klassen. Coureur Andrea Dovizioso kwam zeven jaar lang uit voor het team. Hij debuteerde in 2002 in de 125 cc-klasse en won het wereldkampioenschap in 2004. Scot Racing en Dovizioso stapten vervolgens in 2005 over naar de 250 cc-klasse. In 2006 en 2007 nam het team in zowel de 125 cc- als 250 cc-klasse (onder de naam Humangest Racing) deel aan het kampioenschap. Het team behaalde met Dovizioso om 2005 een derde en in 2006 en 2007 een tweede plaats in het algemeen klassement.
In 2008 fuseert het team met het team JiR, dat onder de naam Konica Minolta uitkwam in de MotoGP, en gaan samen verder onder de naam JiR Team Scot. Andrea Dovizioso maakt daarbij de overstap naar de MotoGP, terwijl de Japanner Yuki Takahashi deelneemt in de 250 cc. Halverwege het seizoen maakt het bekend dat aan het eind van het seizoen de samenwerking wordt stopgezet. Yuki Takahashi maakt in 2009 de overstap naar de MotoGP en Hiroshi Aoyama en Raffaele De Rosa komen voor het team uit in de 250 cc. Vanaf de Grand Prix-wegrace van Catalonië zette het team een tweede Honda RC212V in, waarop de Hongaar Gábor Talmácsi kwam te rijden. Al snel bleek dat de inzet van twee motoren te duur was voor het team. Kort na de TT Assen maakte het team bekend dat Talmacsi het seizoen als enig coureur zou afmaken. Het team maakte in 2010 een stapje terug en kwam uit in de Moto2-klasse. De coureurs voor het team waren Alex de Angelis en Niccolò Canepa. Het team trok zich in de loop van het seizoen terug als gevolg van financiële problemen.